# からす天狗うじゅ
からす天狗うじゅ（からすてんぐうじゅ） は、東映太秦映画村（京都市右京区）で開催されるイベント・太秦戦国祭りの公式マスコットキャラクター。キャラクターデザインはnanamin、声はみ〜こ (MOSAIC.WAV)。

## 概要
2007年2月、太秦戦国祭り（同年3月17・18日に第1回開催）の公式サイト上で発表。以後「カラスチックプロジェクト」と題してテーマソングCD発売や漫画化、フィギュア発売等のメディアミックス展開を行っている。

## プロフィール
うじゅ
鞍馬山に住む鴉天狗の娘だが、男の子として育てられていたため勝ち気な性格だが根は優しい。山を出た兄・かちん太を追って一族の禁を破り、都に降り立つ。
好きな食べ物はみたらし団子とミカン、嫌いな食べ物は納豆。趣味は羽繕いとりぼん集め。手にしている天狗勺杖で様々な神通力を起こすことが出来る。本人曰く外見は「カラス1割、人間9割」であり、背中の羽を除けば人間に近い姿をしている。
うりゅ
鴉天狗の羽根を生やしたイノシシの子供。魔法少女のお供に相当する役回りであるが、うりゅの側では自分を「うじゅの保護者」と認識している。

### その他の登場キャラクター
かちん太（かちんた）
うじゅの兄。うじゅと違って外見はほとんどカラスそのものである。一族の禁を破って鞍馬山を降りた後、行方知れずとなっている。
元は1980年に東映太秦映画村の開村5周年を記念して設定された映画村のマスコットキャラクターで、鴉天狗ではなく旅烏をモチーフにしている。
もみじゅ
うじゅの幼馴染みである鴉天狗の少女。巫女装束に眼鏡という出で立ちで、薬剤師を目指していたが大天狗より兄を追って都に降りたうじゅを監視するよう命令を受け、うじゅを追跡している。
好きな食べ物は七草粥、嫌いな食べ物はとろろ芋。
もにゅ
うりゅの双子の妹。しっかり者で、うじゅに振り回されている兄を情けなく思っている。
鈴姫（すずひめ）
将軍・よしあきの妹。おっとりした性格で兄から可愛がられており、臣下の人望も厚い。

## テーマソング
電脳合戦×うじゅの陣！
2007年10月19日発売。作詞：柏森進・み〜こ、作曲・編曲：柏森進。
カップリング曲の「うじゅたま☆うじゅりんぱ 〜うじゅのおしゃべり祈祷イメージソング〜」は製品紹介でも「電波の妙技」のフレーズを用いて電波ソングとしてのアピールを強調している点が特徴である。
天狗流三段構えアプローチ
2008年11月28日発売。作詞：み〜こ、作曲：鶴田加茂、編曲：柏森進。
カップリング曲に「ねばねばスイーツ」。
天真爛漫にゅばばばばーん
2009年11月18日発売。楽曲製作：MOSAIC.WAV・小池雅也。
カップリング曲に「断罪あっぱぁくゎっと 〜秘伝飴鞭土下座道〜」。
陣取場取！ まるたけえべす
2010年12月29日発売。楽曲制作：MOSAIC.WAV。
カップリング曲に「うじゅたま☆うじゅりんぱ（京ことばバージョン）」、「嵐電数え歌」、「丸竹夷」。なお、嵐電数え歌は京福電気鉄道嵐山本線と北野線の駅名の数え歌、丸竹夷は東西に走る京都市内の通り名の数え歌。
えっへん≦（￣^￣）≧どやどす？天狗自慢
2012年1月25日発売。楽曲制作：MOSAIC.WAV。
カップリング曲に「嵯峨落陽絵巻」。太秦限定盤にはボーナストラックとして「古都洛陽絵巻物〜『嵯峨落陽絵巻』初期デモ・バージョン〜」が収録された。
浅葱色花吹雪
2014年1月24日発売。楽曲制作：MOSAIC.WAV。
カップリング曲に「仮称ギザギザ流剣技団へのお誘い」。
からす天狗うじゅぷぷれ
2020年3月1日発売。楽曲制作：MOSAIC.WAV。
カップリング曲は過去の楽曲のアレンジとなる「電脳合戦×うじゅの陣!(満願成うじゅ!編)」、「断罪あっぱぁくゎっと〜秘伝飴鞭土下座道〜(11年後の妄想編)」。

## 漫画化作品
掲載媒体別に以下の漫画化作品が存在する。

### 公式サイト連載
公式サイト上において「うじゅ4コマ漫画」、後に「鞍馬山にっき」の表題で連載された。作画はMICO。単行本化はされていないが、太秦戦国祭りで配布された「うじゅ冊子」（うじゅ製作委員会・編）に抄録されている。

### からす天狗うじゅ ぢゃ!
以下の2媒体で塒祇󠄀岩之助の作画により連載。単行本は両連載を合本し『からす天狗うじゅ ぢゃ!』の表題でガンガンコミックスONLINEより発売された。
- 2009年10月25日初版発行 ISBN 978-4-7575-2680-8

#### 戦国時代とらべろぐ
ウェブコミック配信サイト『ガンガンONLINE』（スクウェア・エニックス）で2008年10月18日から2009年7月23日まで連載。
形式は4コマ漫画であるが、公式サイト上で連載された4コマとストーリー上の繋がりは無く新規に描き起こしている。また、同誌では漫画連載と並行して公式サイトの4コマを担当していたMICOのイラストを交えたコラムも連載されていた。

#### りあるわーるど天狗帖
『月刊少年ガンガン』（スクウェア・エニックス）で2009年1月号から8月号まで連載。作画は塒祇󠄀岩之助。比較的オリジナルに忠実なONLINE版に対し「現代編」と銘打って現代社会を舞台にうじゅと、成り行きでうじゅを居候させることになったおっちょこちょい娘・牛若いんこの騒動を描く。

### からす天狗うじゅ 和みっくす
ウェブコミック配信サイト『ガンガンONLINE』（スクウェア・エニックス）で2009年12月10日から2010年8月12日まで連載。作画はしめ子。ガンガンコミックスIXAより発売されている。
1. ISBN 978-4-7575-3015-7